# Gerard López
Gerard López Segú, noto solo come Gerard (Granollers, 12 marzo 1979), è un allenatore di calcio ed ex calciatore spagnolo, di ruolo centrocampista, commissario tecnico della nazionale catalana.

## Biografia
È fratello di Sergi López Segú (morto suicida nel 2006) e Julià López Segú, entrambi calciatori.

## Carriera

### Club
Iniziò a giocare nel Barcellona B, in cui collezionò 31 presenze e 11 gol nel 1996-1997.
Nell'estate successiva passò al Valencia, dove collezionò 11 presenze e venne girato in prestito all'Alavés, collezionando 28 presenze e 7 gol. Tornato al Valencia allenato da Hector Cuper fece quasi tutto il campionato con 4 gol. Raggiunse anche la finale di Champions League che perse 3-0 contro il Real Madrid.
Ne disputò invece 24 nel 2000-2001 (dieci in meno rispetto all'anno precedente) col Barcellona, a cui era passato per la cifra di 24 milioni di euro, e fece 4 gol. Non vinse nulla fino al 2004-2005, quando il Barça trionfò nella Liga.
Quello fu l'ultimo anno di Gerard in Spagna, dato che passò al Monaco, facendo in due anni 13 presenze.
Tornò in Spagna al Recreativo Huelva nel 2007-2008 facendo 18 presenze senza realizzare alcun gol per poi passare nel 2009 al Girona.

### Allenatore
Il 7 ottobre 2013 diventa il commissario tecnico della rappresentativa catalana in sostituzione del dimissionario Johan Cruijff. Esordisce nella vittoria per 4-1 contro il Capo Verde.
Il 22 luglio 2015 diventa allenatore del Barcelona B, squadra appena retrocessa in Segunda División B. Il primo anno arriva all'undicesimo posto. L’anno seguente arriva al primo posto e ottiene la promozione in Segunda División. Il 25 aprile 2018 viene esonerato con la squadra al diciannovesimo posto in campionato in piena zona retrocessione. Chiude la sua esperienza dopo aver totalizzato 117 partite nelle quali 40 vittorie, 30 pareggi e 39 sconfitte.

### Nazionale
Ha esordito in Nazionale il 7 giugno 2000 nella partita contro il Lussemburgo, partita vinta dalla Spagna per 1-0. Ha partecipato agli Europei del 2000.

## Statistiche

### Presenze e reti nei club
| Stagione          | Squadra           | Campionato        | Campionato | Campionato | Coppe europee | Coppe europee | Coppe europee | Totale | Totale |
| Stagione          | Squadra           | Comp              | Pres       | Reti       | Comp          | Pres          | Reti          | Pres   | Reti   |
| ----------------- | ----------------- | ----------------- | ---------- | ---------- | ------------- | ------------- | ------------- | ------ | ------ |
| 1996-1997         | Barcellona B      | SD                | 31         | 10         | -             | -             | -             | 31     | 10     |
| 1997-1998         | Valencia          | PD                | 11         | 0          | -             | -             | -             | 11     | 0      |
| 1998-1999         | Alavés            | PD                | 29         | 7          | -             | -             | -             | 29     | 7      |
| 1999-2000         | Valencia          | PD                | 34         | 4          | UCL           | 14            | 4             | 48     | 8      |
| 2000-2001         | Barcellona        | PD                | 24         | 2          | UCL+CU        | 5+5           | 0+1           | 34     | 3      |
| 2001-2002         | Barcellona        | PD                | 15         | 0          | UCL           | 7             | 1             | 22     | 1      |
| 2002-2003         | Barcellona        | PD                | 20         | 0          | UCL           | 7             | 1             | 27     | 1      |
| 2003-2004         | Barcellona        | PD                | 19         | 1          | UCL           | 6             | 0             | 25     | 1      |
| 2004-2005         | Barcellona        | PD                | 13         | 2          | UCL           | 3             | 0             | 16     | 2      |
| Totale Barcellona | Totale Barcellona | Totale Barcellona | 91         | 5          |               | 33            | 3             | 124    | 8      |
| 2005-2006         | Monaco            | L1                | 7          | 0          | UCL           | 1             | 1             | 8      | 1      |
| 2006-2007         | Monaco            | L1                | 6          | 1          | -             | -             | -             | 6      | 1      |
| Totale Monaco     | Totale Monaco     | Totale Monaco     | 13         | 1          |               | 1             | 1             | 14     | 2      |
| 2007-2008         | Recreativo Huelva | PD                | 17         | 0          | -             | -             | -             | 17     | 0      |
| Totale            | Totale            | Totale            | 226        | 27         |               | 48            | 8             | 274    | 35     |

### Cronologia presenze e reti in nazionale
| Cronologia completa delle presenze e delle reti in nazionale ― Spagna | Cronologia completa delle presenze e delle reti in nazionale ― Spagna | Cronologia completa delle presenze e delle reti in nazionale ― Spagna | Cronologia completa delle presenze e delle reti in nazionale ― Spagna | Cronologia completa delle presenze e delle reti in nazionale ― Spagna | Cronologia completa delle presenze e delle reti in nazionale ― Spagna | Cronologia completa delle presenze e delle reti in nazionale ― Spagna | Cronologia completa delle presenze e delle reti in nazionale ― Spagna |
| Data                                                                  | Città                                                                 | In casa                                                               | Risultato                                                             | Ospiti                                                                | Competizione                                                          | Reti                                                                  | Note                                                                  |
| --------------------------------------------------------------------- | --------------------------------------------------------------------- | --------------------------------------------------------------------- | --------------------------------------------------------------------- | --------------------------------------------------------------------- | --------------------------------------------------------------------- | --------------------------------------------------------------------- | --------------------------------------------------------------------- |
| 3-6-2000                                                              | Göteborg                                                              | Svezia                                                                | 1 – 1                                                                 | Spagna                                                                | Amichevole                                                            | -                                                                     | 64’                                                                   |
| 7-6-2000                                                              | Lussemburgo                                                           | Lussemburgo                                                           | 0 – 1                                                                 | Spagna                                                                | Amichevole                                                            | -                                                                     | 60’                                                                   |
| 25-6-2000                                                             | Bruges                                                                | Spagna                                                                | 1 – 2                                                                 | Francia                                                               | Euro 2000 - Quarti di finale                                          | -                                                                     | 77’                                                                   |
| 16-8-2000                                                             | Hannover                                                              | Germania                                                              | 4 – 1                                                                 | Spagna                                                                | Amichevole                                                            | -                                                                     | 46’                                                                   |
| 2-9-2000                                                              | Sarajevo                                                              | Bosnia ed Erzegovina                                                  | 1 – 2                                                                 | Spagna                                                                | Qual. Mondiali 2002                                                   | 1                                                                     | 84’                                                                   |
| 7-10-2000                                                             | Madrid                                                                | Spagna                                                                | 2 – 0                                                                 | Israele                                                               | Qual. Mondiali 2002                                                   | 1                                                                     | 30’                                                                   |
| Totale                                                                |                                                                       | Presenze                                                              | 6                                                                     |                                                                       | Reti                                                                  | 2                                                                     |                                                                       |

## Palmarès

### Club
- Campionato spagnolo: 1

Barcellona: 2004-2005
- Supercoppa di Spagna: 1

Valencia: 1999